# Dějiny žen v Česku

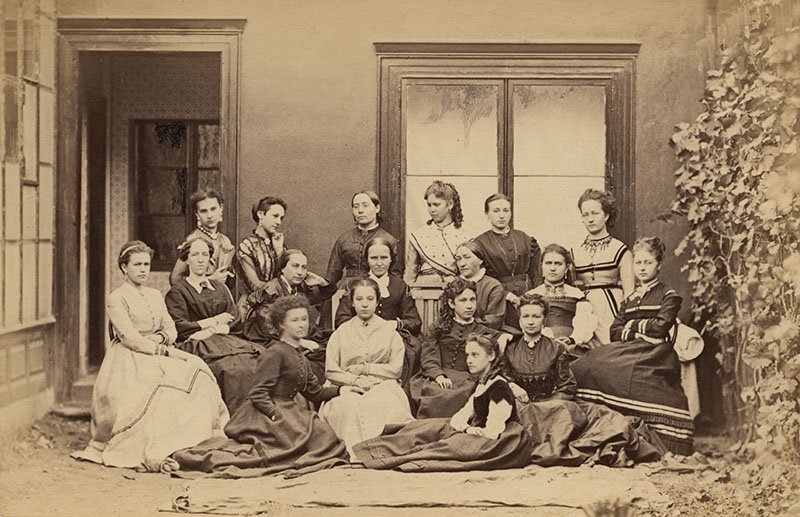
Hynek Fiedler: Zasloužilé členky Amerického klubu dam (okolo roku 1870)

Dějiny žen v Česku zahrnují historii žen v českých zemích, změny v jejich sociálním a právním postavení, jejich roli při utváření historie země a historii českých žen mimo Česko.

## Středověk

### Dobové sociální postavení
Podobně jako v jiných evropských společnostech, ženy v českých zemích ve středověku byly zcela podřízeny mužské autoritě: svému otci a po svatbě svému manželovi. Závislost byla úplná, zahrnovala mj. právo svobodně provdat své dcery či uplatňovat vůči ženám v rodině tělesné tresty. Zásadním momentem v životě ženy byl pak sňatek. Únos jakožto forma sňatku byl nejpozději od 10. století překonaný, svatba formou dohody mezi rodiči novomanželů však byla běžná. Rodičům bylo vyplaceno věno, což se dalo interpretovat buď jako forma koupě manželky, nebo jako součást vzájemné výměny mezi spřátelenými rodinami. Celý proces pak mohl fungovat pouze v rámci feudálního nevolnictví, které svobody všech poddaných obecně omezovalo. Existovalo jasné rozdělení na mužské a ženské aktivity. Mezi činnosti určené ženám patřilo vedení domu, výchova dětí, práce v hospodářství a pozemcích či provádění domácích řemesel. 
Takřka jedinými ženami středověku s alespoň částečným společenským vlivem byly členky šlechtických rodin a následně manželky společenských představitelů. V těchto společenských kruzích měly ženy na starosti především dohled nad domácími pracemi a služebnictvem (zejména ženským), jakož i nad bezprostřední domácnost. Nebylo také neobvyklé, že ženy spravovaly majetek v době, kdy byl muž mimo domov. 
Jednou z prvních společensky významných Češek byla kněžna Ludmila, manželka prvního českého knížete Bořivoje. Ta měla vliv na proces christianizace země a taktéž na výchovu svého vnuka a pozdějšího knížete Václava. Roku 921 byla zavražděna, posléze pak byla svatořečena a stala se tak jednou z prvních českých světic. 

### První ženské kláštery
Vedle manželství byl další úctyhodnou formou života žen řeholní život. První ženský klášter v Českém knížectví založila Přemyslovna Mlada, dcera knížete Boleslava I., jež se stala jeho první abatyší. Zdejší řeholnice pocházeli především z Říma. Dalšími ženskými kláštery byly mj. (dvojklášter) Anežský klášter klarisek na Starém Městě pražském, založený Anežkou Přemyslovnou, který se stal pohřebištěm Přemyslovců, Porta Coeli u Tišnova či klášter dominikánek v Brně ze začátku 14. století. Představené (abatyše) těchto klášterů měli rovněž jistý společenský a politický vliv. Řeholnicemi v klášterech byly jak dcery a vdovy z bohatých rodin, posílané sem mj. pro vzdělání či jakožto formu vyhnanství, stejně tak sem byly příjmány dívky z chudých rodin. 

### 15. století

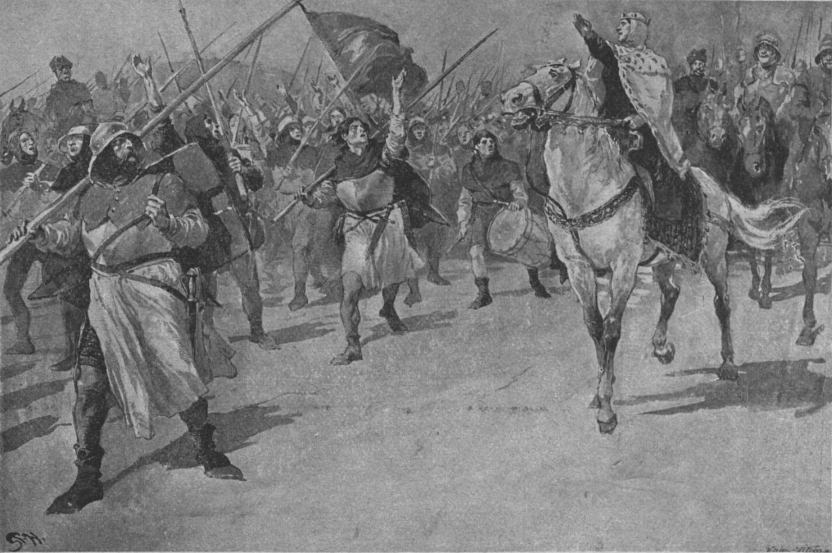
Královna Johanna vede voje proti Matyáši (ilustrace Stanislava Hudečka)

V éře husitství a husitských válek uvádí prameny zapojení žen v husitském náboženském hnutí i jejich účast při několika násilných či bojových akcích. Jednou z prvních šlechtičen, která k husitství konvertovala, byla Perchta ze Šternberka, vdova po Petru Konopišťském ze Šternberka. Za vlády Jiřího z Poděbrad byla jeho významnou politickou oporou jeho druhá manželka a česká královna Johana z Rožmitálu. Když během probíhajících česko-uherských válek uherský král Matyáš Korvín využil Jiřího nepřítomnosti v zemi a s vojskem vyrazil v srpnu 1470 do Čech, postavila se Johana do čela vojska české zemské hotovosti a v rámci následného krátkého tažení Matyáše z Čech téměř bez boje vyhnala.

## Novověk

### 16. století
Sociální role žen v novověku se od předchozích staletí výrazněji neposunula. Přibližně od 16. století však nabývá na významu ekonomická aktivita žen ve všech oblastech života. Zejména ve větších městech tehdy již žila řada žen osamoceně, vydělávaly si na živobytí vlastní prací, např. jako služebné nebo osoby starající se o děti (kojné, chůvy, porodní asistentky). Vdovy po řemeslnících, členech cechů, mohly provozovat rodinné dílny, nejčastěji však dílnu po jistou dobu vedla vdova, která si za manžela vybrala mladšího učedníka, který se stal mistrem. Své výrobky často prodávaly manželky řemeslníků. Některé městské profese pak čím dál častěji muži i ženy: např. hostinské, lazebnice či lichvářky.
Počátkem 16. století údajně sepsala a odeslala moravská šlechtična Marta z Boskovic písemnou obhajobu práv Jednoty bratrské před českým a uherským králem Vladislavem II. Jagellonským a Augustinem Olomouckým a může tak být považována za možná vůbec první česky píšící autorku v historii české literatury. Pravost jejího autorství však není zcela prokázána. Jednou z prvních literárně činných žen v českých zemích byla na konci 16. a počátku 17. století anglická básnířka Alžběta Johanna Westonia, nevlastní dcera alchymisty Edwarda Kelleyho. 

### 17. století

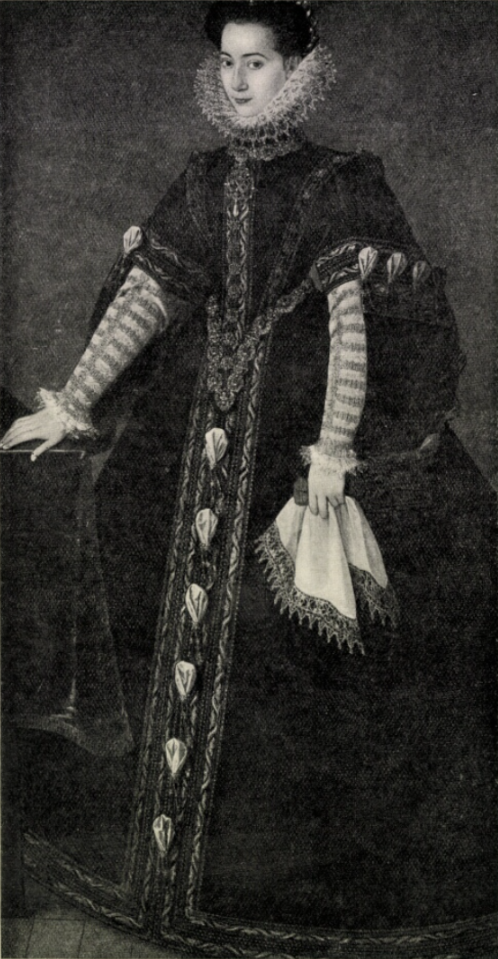
Fotografie portrétu Marie Magdaleny Trčkové z Lípy (namalováno okolo r. 1600)

V éře třicetileté války a porážce českého stavovského povstání roku 1620 nabyla pro ženu doposud téměř nebývalého majetku a politického vlivu Marie Magdalena Trčková z Lípy. Známou se stala svými podnikatelskými aktivitami v době pobělohorských konfiskací, ale i protihabsburskými postoji a v neposlední řadě i bezohledným jednáním s poddanými, pro které si vysloužila přezdívku Zlá Manda.
Roku 1627 se v Praze odehrála drastická poprava šlechtičny Anny Marie Kaprštejnové z Kaprštejna za účast na úkladné vraždě manžela. Jednalo se o jednu z mála poprav šlechtičen v historii českých zemí. V letech 1676 až 1698 zahynulo na losinském panství v Jeseníkách několik desítek žen v rámci zdejších čarodějnických procesů.
Roku 1654 byl v Brně založen Janou Františkou Hraběnkou Magnisovou Ústav šlechtičen Panny Marie Školské, první z tzv. ústavů šlechtičen, světského institutu s duchovní náplní římskokatolické církve, sloužící k výchově, zaopatření a vzdělání dívek ze šlechtických rodin, v českých zemích, následovaný roku Novoměstským ústavem šlechtičen u sv. Andělů, založeným v roce 1701 Helenou hraběnkou z Bedarides.

### 18. století
Doba osvícenství ve druhé polovině 18. století přinesla další posun ve věci ženského vzdělávání. V roce 1755 byl císařovnou Marií Terezií založen Tereziánský ústav šlechtičen, sídlící v budově Rožmberského paláce na Pražském hradě. Zcela zásadním momentem se pak stalo vydání Všeobecného školského řádu dne 6. prosince 1774, který zrovnoprávňoval chlapce a dívky v povinnosti absolvování základní školní docházky. Prudce tím vzrostla gramotnost žen, především na venkově. 
S rozvojem, původě německy, posléze česky hraného, divadla se s koncem 18. století na jevištích objevují také herečky. Mezi první česky hrající herečky patřila mj. Zuzana Seve.

## 19. století
S nástupem průmyslové revoluce se v 1. polovině 19. století stále více žen zapojovalo do pracovního procesu, ve velké míře pak jako manufakturní a tovární dělnice. 

### Po roce 1848
Výraznější vstup žen do veřejného prostoru českých zemí lze zaznamenat po období politických změn v Rakouské monarchii v letech 1848 a 1849 a následných ústavně zaručených občanských svobod v příštích letech. Již ve 40. letech 19. století provozovali v Praze soukromé dívčí školy mj. Bohuslava Rajská, posléze manželé Karel a Františka Amerlingovi, Spolek svaté Ludmily provozoval vlastní školu od roku 1844, dále v Praze fungovaly dvě soukromé dívčí školy, založené v 50. letech 19. století. V roce 1863 byla pražským magistrátem založena Vyšší dívčí škola v Praze, která umožňovala dívkám pokračovací vzdělání na obecní úrovni. 
Ve 40. a 50. letech začínají svá díla publikovat také české spisovatelky, mj. Božena Němcová či Magdalena Dobromila Rettigová.

### Ženské spolky

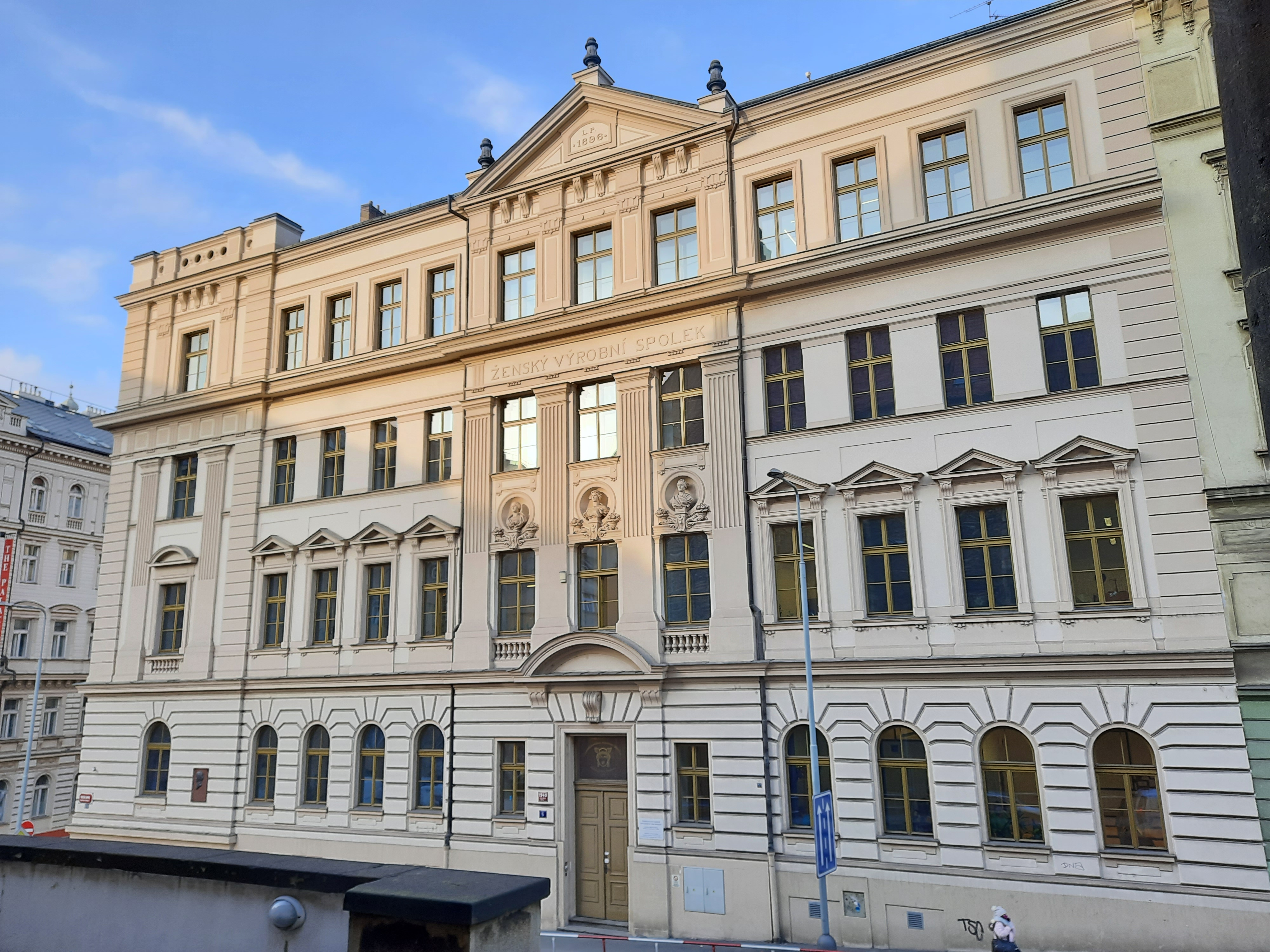
Nová nárožní budova Ženského výrobního spolku českého z roku 1896, Resslova 5, Praha

Roku 1865 byl pak v Praze založen asi nejvýznamnější český ženský spolek, Americký klub dam. O jeho založení se zasloužil Vojtěch Náprstek společně s Karolínou Světlou. Tento klub se soustřeďoval na dobročinnost, péči o děti či vzdělávání. Klub se scházel v knihovně v domě U Halánků, kde byly pro čelenky pořádány přednášky z nejrůznějších okruhů lidského vědění. Členkami spolku byla pak celá řada žen, které se posléze prosadili ve veřejném životě: např. spisovatelky Eliška Krásnohorská, Berta Mühlsteinová a Felix Téver, první česká knihovnice Klára Špecingerová, první česká podnikatelka Ludmila Šimáčková, herečka Otilie Sklenářová-Malá, pedagožka Eliška Řeháková a další. Členka spolku Ludmila Bozděchová si roku 1872 úředně vymohla stát se první ženou-telegrafistkou v Rakousku-Uhersku. 
Po vzoru tohoto spolku byly zakládány kluby sdružující ženy v Praze a dalších městech českých zemí. Karolína Světlá spolu s Krásnohorskou a Emilií Bártovou iniciovala v roce 1871 také vznik Ženského výrobního spolku českého, který se soustředil na přípravu dívek a žen k ekonomicky výdělečné činnosti. V Brně vznikl roku 1872, původně pěvecký, posléze vzdělávací spolek Vesna provozující vlastní dívčí školu, v 70. a 80. letech 19. století pak vznikají další dámské spolky, mj. v Pardubicích, Hradci Králové, Plzni, Chrudimi, Českých Budějovicích a dalších městech.
V rámci tělovýchovné jednoty Sokol v Praze vznikl roku 1869 též její dámský oddíl (Tělocvičný spolek paní a dívek pražských) vedený Kleméňou Hanušovou.

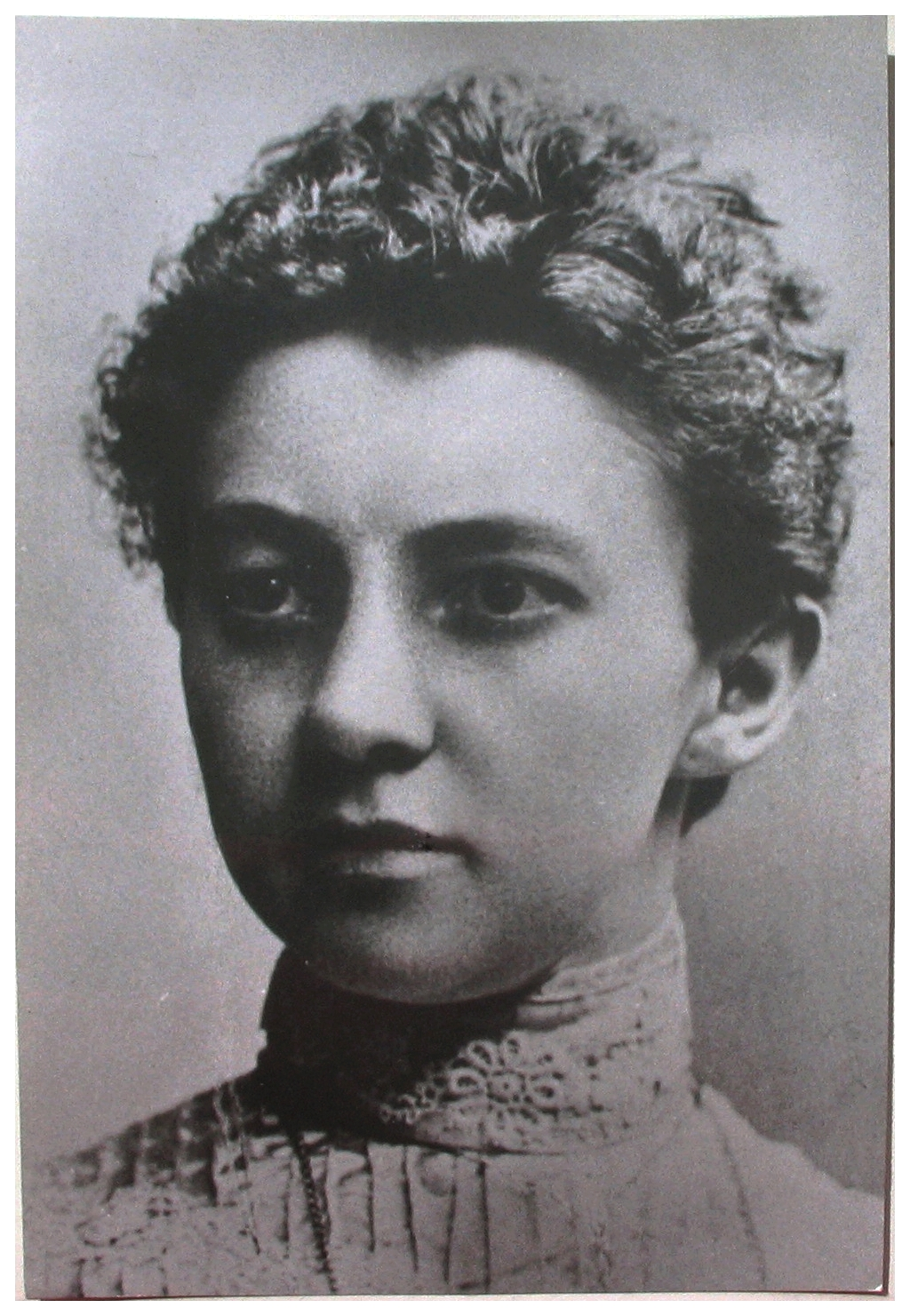
Anna Honzáková, první lékařka vystudovaná v českých zemích

### Vyšší vzdělání
Výuku žen dále posunula Eliška Krásnohorská, která nejen spoluzaložila roku 1890 gymnázium Minerva, první dívčí gymnázium ve střední Evropě, ale také koncipovala petici, kterou podaly české ženy Říšské radě, v které požadovaly, aby jim bylo umožněno studium na vysokých školách. Jako první dosáhly univerzitního vzdělání v oboru medicíny Češky Bohuslava Kecková a Anna Bayerová, a to na Curyšské univerzitě. Jako prvním v rámci Rakousko-Uherska bylo pak ženám roku 1897 povoleno studium na pražské filozofické fakultě, o 3 roky později i studium medicíny a farmacie. První v Čechách vystudovanou lékařkou se roku 1902 stala Anna Honzáková. K dalším raným absolventkám Univerzity Karlovy patří mj. Albína Honzáková, Marie Fabiánová či Olga Stránská. 

### Volební právo

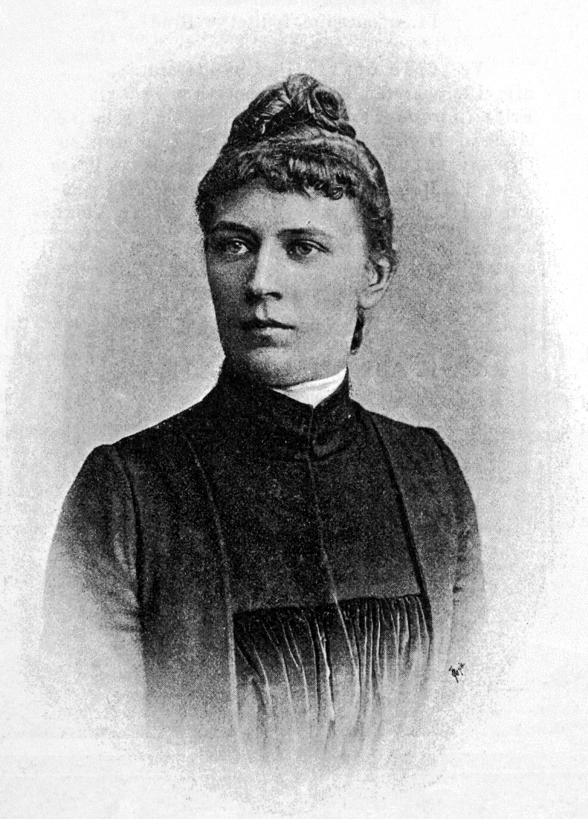
Božena Viková-Kunětická, první poslankyně Českého zemského sněmu

Boj za politickou rovnoprávnost byl započat roku 1887 opět Vojtěchem Náprstkem, který vyslovil svůj návrh na zasedání pražské městské rady. Nově založený Ústřední spolek českých žen publikoval informace o světovém ženském hnutí v časopise Ženský svět a bojoval za volební právo, které brzdily především katolické strany. Velkým průlomem byly pak kandidatura Karly Máchové, Boženy Zelinkové a Marie Tůmové na poslankyně v roce 1908, a posléze roku 1912 zvolení první poslankyně Českého zemského sněmu Boženy Vikové-Kunětické. Ta kandidovala po zjištění Františky Plamínkové, že formulace volebního řádu nevylučuje zvolení ženy.

### Umění
V 19. a začátkem 20. století se ženy v českých zemích začínají ve větší míře prosazovat v širším spektru uměleckých oborů. Širší popularitu si získaly dramatické umělkyně: divadelní herečky (Otilie Sklenářová-Malá, Eliška Pešková, Hana Kvapilová aj.), operní pěvkyně (Emma Destinnová aj.), tanečnice baletu (první česká primabalerína Anna Korecká aj.). Rovněž ve zdejším literárním prostředí působila řada spisovatelek, novinářek či překladatelek. Ve výtvarném umění se pak začínají objevovat první akademické malířky (Zdenka Braunerová aj.) a sochařky. 

### Další prvenství
Roku 1889 získala v Praze šestnáctiletá Olga Prochásková řidičský průkaz, jakožto první žena v českých zemích. První ženy se zde začaly objevovat v rodících se sportovních odvětvích: tenistky Milada Solnařová-Cífková či Hedwig Rosenbaumová, která se zúčastnila Letních olympijských her v roce 1900, cyklistka Ludmila Švagrovská a další.  

### V USA
Díky migračním vlnám z českých zemí do Spojených států, které odstartovalo potlačení revolucí v Rakouském císařství v letech 1848 až 1849, žila v USA stále rostoucí česká emigrantská komunita, pozvolna se asimilující s americkou společností. Díky rozsáhlejším občanským svobodám měly žijící české ženy mj. možnost studovat na vysokých školách, tedy o desítky let dříve, než v Rakousku-Uhersku. Vůbec první Čechoameričankou s ukončeným vyšším vzděláním (Stanfordova univerzita v Kalifornii) se stala lingvistka Klára Winlow-Vostrovská. Prvními Čechoameričankami absolvujícími medicínu (Chicago) byly Anna Frances Nováková a Růžena Wisteinová, první vystudovanou farmaceutkou pak Marie Blahníková. Lingvistka a slavistka Šárka B. Hrbková se stala vůbec první ženou českého původu pedagogicky působící na vysoké škole (University of Nebraska v Nebrasce).  

## 20. století

### Před rokem 1918
Období první světové války přineslo do postavení žen v Rakousku-Uhersku, i jinde v Evropě, značné změny. Absence mužů odvedených do armády a odeslaných na frontu způsobila, že je v mnoha oblastech života začaly nahrazovat právě ženy. Ty se často musely starat o celá hospodářství, provozovat obchody a řemesla svých manželů, případně si hledat výpomocná zaměstnání. Tím bylo výrazně nabouráno tradiční dělení mužské a ženské práce. 
Během války se několik žen podílelo na aktivitách tajné organizace Maffie, podporující aktivity exilové skupiny Tomáše Garrigue Masaryka, Edvarda Beneše a Milana Rastislava Štefánika zasazujících se o vznik samostatného Československa. Patřily mezi ně mj. Karla Rašínová, Božena Fričová, Anna Chaloupková, Villa Bechyňová-Vosková a další.

### První československá republika
Po konci války a vzniku první československé republiky se společenská situace žen značně zlepšila. Ženám byla uznána politická práva (mj. volební právo, právo kandidovat do veřejných funkcí) i práva na vzdělání (právo studovat na vysokých školách). Usnadněna byla rovněž možnost rozvodu manželství. Zásada politické, kulturní i sociální rovnosti byla po slibu z Washingtonské deklarace T. G. Masaryka z roku 1918 a zakotvena roku 1920 i v Ústavě Československé republiky. Přes právní úpravu, ženy stále nebyly vnímány společností jako rovnoprávné, a tak byla F. Plamínkovou a dalšími roku 1923 založena Ženská národní rada, která sdružovala zájmové ženské organizace v Čechách, na Moravě a na Slovensku.
V meziválečném období díky zmíněným právním rámcům dosáhly prvenství první absolventky vysokoškolských oborů např. Milada Petříková-Pavlíková, první česká architektka, Anděla Kozáková-Jírová, první česká právnička, Slávka Vuletič-Donátová, první inženýrka elektrotechniky a další. Průkopnice se objevily též v oborech automobilismu (první česká automobilová závodnice Eliška Junková), letectví (první česká pilotka Anežka Šedivcová-Formánková, první česká parašutistka Marie Krupičková aj.) či medicíny (první česká primářka Josefa Puklová). Z žen-podnikatelek patřila tehdy mezi nejznámější Hana Podolská, majitelka módního salónu v Praze. V československém Radiojournalu, rozhlasovém masmédiu, byly ve 30. letech 20. století zaměstnány ženy-redaktorky, mj. Zdenka Wallo.
Ve filmovém průmyslu se objevily postavy prvních režisérek: Olga Rautenkranzová (těsně před rozpadem Rakouska-Uherska a vznikem Československa), Thea Červenková, Zet Molas či animátorka Irena Dodalová. Celebritami v pravém slova smyslu se pak staly filmové herečky, mj. Adina Mandlová, Lída Baarová, Jarmila Novotná a další. Prosadila se též Vítězslava Kaprálová, hudební skladatelka a první česká dirigentka. Za jednu z nejvýraznějších ženských osobností čs. meziválečného výtvarného umění lze označit malířku a výtvarnici Toyen.
Výraznými dobovými postavami veřejného života byly mj. Alice Masaryková, předsedkyně Československého červeného kříže, či pozdější první dáma Hana Benešová, manželka druhého čs. prezidenta Edvarda Beneše.
Ženy též dosáhly dalších volených funkcí. Kromě poslankyň Revolučního národního shromáždění a Národního shromáždění (Františka Plamínková, Fráňa Zemínová) se jednalo též mj. o Annu Matouškovou, první zvolenou starostku obce, Amálii Pouchlou, zvolenou roku 1929 v Kroměříži jakožto první městskou zastupitelku či Otylii Kovářovou-Máchovou, první zastupitelku Hlavního města Prahy.

### 1939–1948
Během německé okupace Čech, Moravy a Slezska a následně vypuknuvší druhé světové války se řada českých žen zapojila do protinacistických odbojových organizací. Za tyto aktivity bylo mnoho z těchto žen zatčeno, vězněno (věznice Pankrác, Malá pevnost Terezín, ženský koncentrační tábor Ravensbrück) či přímo popraveno. O život takto přišli mj. Františka Plamínková, Anna Ziegloserová, Marie Moravcová, Marie Kudeříková a mnohé další. Řada ženských organizací byla rozpuštěna a jejich členky nadále provozovaly svoji činnost v ilegalitě. Tisíce československých občanek židovského původu žijících v českých zemích se pak stalo obětí holokaustu.
Roku 1945 vznikla náhradou za rozpuštěnou Ženskou národní radu organizace Rada československých žen, vedená političkou ČSNS a poslankyní JUDr. Miladou Horákovou.
Roku 1947 dosáhly v Církvi československé husitské plného kněžského svěcení Olga Pešková-Kounovská (církev jako komunistka roku 1953 opustila) a Naděžda Brázdilová, první české ženy-farářky. Ty byly v hierarchii církve zcela rovnocenné mužským duchovním, včetně dobrovolnosti celibátu. V tomto ohledu se jednalo o přelomové rozhodnutí, podobné pravomoci ženám udílelo v té době pouze malé množství evangelických církví, například ve Švédsku.  
Roku 1947 se Ludmila Jankovcová stala ministryní průmyslu první vlády Klementa Gottwalda, jakožto první ministryně v historii ČSR. První ženy byly přijaty také do řad Sboru národní bezpečnosti.

### Komunistický režim v Československu
Po únoru 1948 a nastolení komunistického režimu v Československu došlo k výraznému společenskému přerodu československé společnosti, převážně podle vzoru společensky-sociálního uspořádání v Sovětském svazu. To odmítalo v minulosti časté zapojení žen v domácnostech a rámcově zrovnoprávňovalo řadu mužských a ženských profesí - počet žen v původně mužských profesích pak v dalších desetiletích stoupal. Řada žen v tradičně mužských profesích byla pak režimem propagandisticky využita: mj. první česká traktoristka Zlata Medunová či lidová prokurátorka Ludmila Brožová-Polednová. V Československé lidové armádě začaly působit první ženy, včetně několik málo pilotek proudových stíhacích letounů (Eleonora Báčová-Kellerová). 
Novým režimem byla také všechna dosavadní ženská hnutí rozpuštěna. 27. června 1950 byla Milada Horáková ve vykonstruovaném politickém procesu odsouzena k smrti a popravena, jako jedna z mála žen v rámci politických procesů v Východním bloku. Struktura a funkce rady byla nahrazena zřízením Československého svazu žen, který byl jedním z mnoha nástrojů propagandy komunistické ideologie. Jeho dlouholetou předsedkyní byla poslankyně NS Marie Kabrhelová. Ženy se v té době zapojili do politických funkcí na různých úrovních, vždy to však bylo podmíněno členstvím v KSČ. Kromě poslankyň se jednalo o několik ministryň, několik desítek členek Ústředního výboru KSČ, členek KNV, ONV, MěNV a MNV. Z prvních představitelek samospráv větších měst lze jmenovat Emílii Knotkovou, která se roku 1954 stala předsedkyní MěNV v Liberci.
Aktivního intelektuálního odporu proti československému komunistickému režimu se pak, především v éře tzv. normalizace v 70.a 80. letech 20. století, rovněž účastnilo množství ženských osobností. V tzv. československém disentu působili mj. Dana Němcová, Petruška Šustrová, Jiřina Šiklová, Olga Havlová, Marta Kubišová a další, řada z nich mj. podepsala Chartu 77. Jakožto právnička režimem perzekvovaných osob se angažovala advokátka Dagmar Burešová. 
Během Sametové revoluce v závěru roku 1989 se jedněmi z důležitých postav celého procesu staly mj. také Hana Marvanová či Monika Pajerová. 

### Po roce 1989

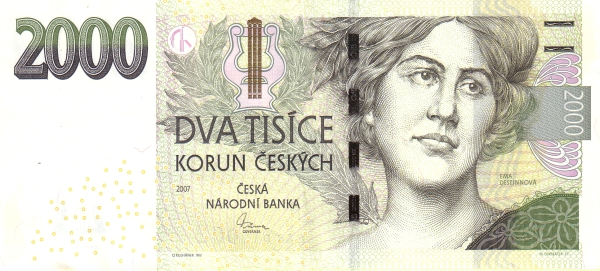
Bankovka 2000 korun českých s portrétem Emmy Destinnové (2007)

Po vzniku samostatné České republiky roku 1993 a její nové měny, české koruny, byly mezi portréty osobností zobrazených na bankovkách zařazeny také portréty tří žen: světice Anežky České (50 Kč), spisovatelky Boženy Němcové (500 Kč) a operní pěvkyně Emmy Destinnové (2000 Kč). Takový poměr zastoupení žen zobrazených na státních platidlech je, i po vyřazení bankovky v hodnotě 50 korun, světově značně unikátní.  
Dnešní doba
Diskriminace žen v pracovním prostředí v České republice je stále přítomná, zejména v podobě rozdílů v platech, omezeného přístupu k manažerským pozicím a pracovních stereotypů. Ženy v průměru vydělávají o 16,4 % méně než muži, často kvůli jejich vyšší zastoupenosti v méně placených sektorech nebo předsudkům ohledně jejich kariérního růstu. Mateřství bývá vnímáno jako překážka, což jim komplikuje povýšení nebo získání odpovědných pozic.
Vláda se snaží situaci zlepšit podporou částečných úvazků, rozšířením kapacit školek a legislativními opatřeními na ochranu práv žen.